# Moncada (Tarlac)
Moncada (Bayan ng Moncada) är en kommun i Filippinerna. Kommunen ligger på ön Luzon, och tillhör provinsen Tarlac. Folkmängden uppgår till 49 607 invånare.

## Bildgalleri

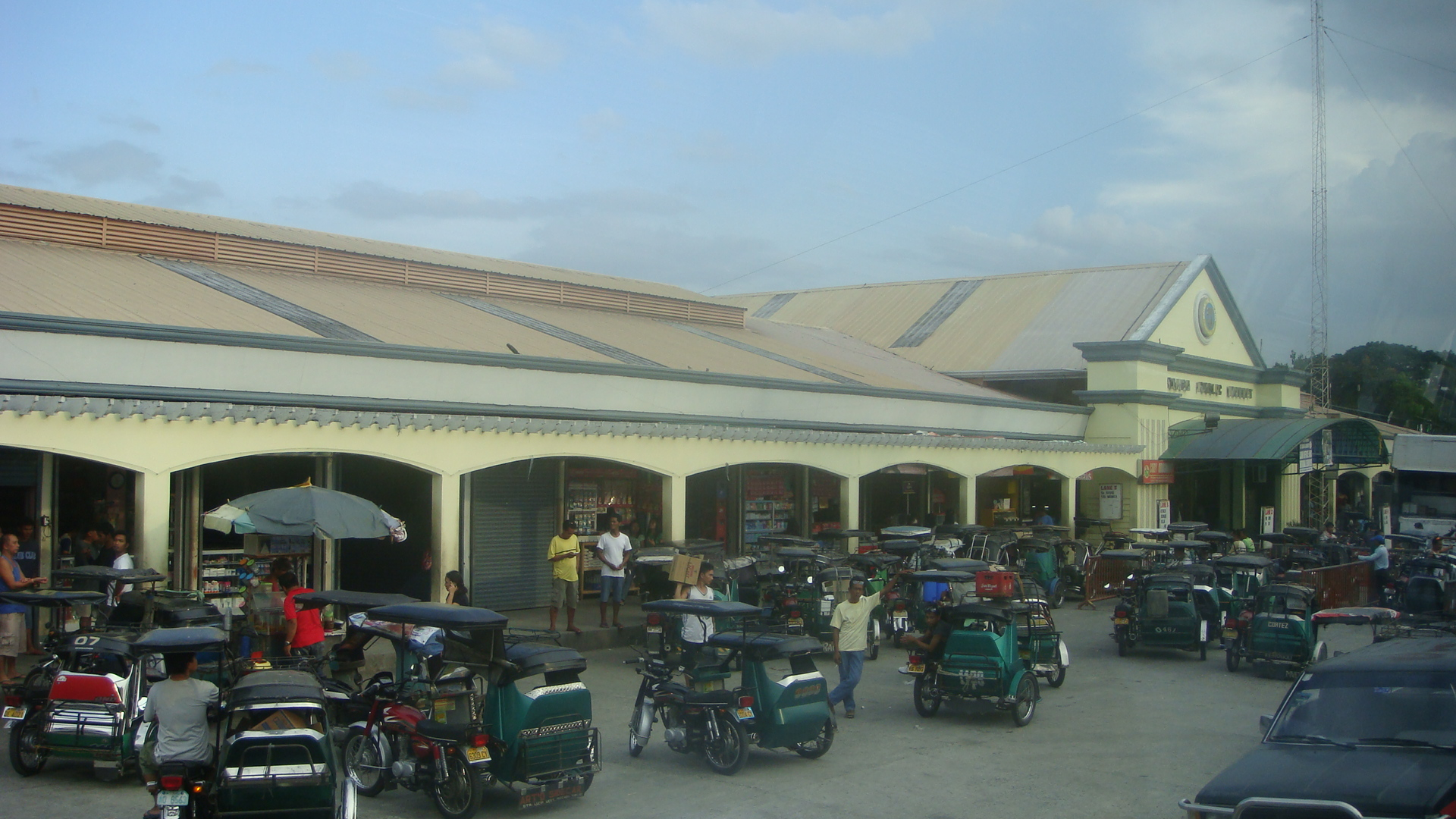

## Barangayer
Moncada är indelat i 37 barangayer.
| - Ablang-Sapang - Aringin - Atencio - Banaoang East - Banaoang West - Baquero Norte - Baquero Sur - Burgos - Calamay - Calapan - Camangaan East - Camangaan West - Camposanto 1 - Norte | - Camposanto 1 - Sur - Camposanto 2 - Capaoayan - Lapsing - Mabini - Maluac - Poblacion 1 - Poblacion 2 - Poblacion 3 - Poblacion 4 - Rizal - San Juan | - San Julian - San Leon - San Pedro - San Roque - Santa Lucia East - Santa Lucia West - Santa Maria - Santa Monica - Tolega Norte - Tolega Sur - Tubectubang - Villa |